# 崔君肃
崔君肃（?—?），一名毅。清河郡东武城县（今河北省衡水市故城县）人，出自清河崔氏的定著六房之一的郑州崔氏，崔彦穆的儿子，崔君绰的弟弟。
北周末年，崔君肃为颍川郡守。崔君肃在隋朝担任司朝谒者。大业四年（608年）二月初六，隋炀帝派遣崔君肃，携带着诏书慰问、谕示西突厥的泥撅处罗可汗。泥撅处罗可汗态度很傲慢，接受诏书时不肯起立。崔君肃对他说：“突厥本是一国，后来一分为二，每年双方打仗，几十年不能互相消灭，原因是双方势均力敌。启民可汗率其部落百万之众，向大隋天子称臣。是因为对可汗您的切齿之恨，想要借大国的兵力，共同灭掉可汗你。群臣都想接受启民可汗的请求，天子如果允许，朝廷出兵有日可待。看在可汗的母亲向夫人惧怕西突厥被灭，每天早晚在宫门哭泣哀求，匍匐在地谢罪，请求皇帝派使者召见可汗，让可汗归附。天子怜悯向夫人，因此派我前来。现在可汗傲慢，向夫人就会因为诓骗天子，在闹市被杀，将首级传示西域。天子发动大隋之兵，借助东突厥之力，夹击可汗，西突厥亡国无日。为何爱惜两拜之礼，丢掉慈母的性命呢？吝惜说一句称臣之言，而使国家成为废墟？”处罗可汗一跃而起，流泪拜谢，跪地受诏。派使者随崔君肃朝贡汗血马。
大业十年（614年）七月，隋炀帝第三次征伐高句丽，高丽王高元派遣使者来乞求投降。来护儿上表请求继续进攻，以成功在望，不肯奉诏返回。长史崔君肃力争奉旨班师，说：“要是跟从元帅违抗皇帝的诏命，必定被人上奏皇帝，我们都得获罪。”诸将恐惧，都要求返回。来护儿才接受诏命班师。
隋炀帝末年，崔君肃历任州刺史、兵部侍郎等职。当时各地农民起义爆发，炀帝在江都被杀。武德二年（619年）崔君肃被窦建德部将所俘。崔君肃博学有才干，被窦建德所重。闰二月，窦建德任命隋朝的黄门侍郎裴矩为左仆射，兵部侍郎崔君肃为侍中，少府令何稠为工部尚书，右司郎中柳调为左丞，虞世南为黄门侍郎，欧阳询为太常卿。窦建德败亡后，崔君肃投降唐朝，历任黄门侍郎、鸿胪卿等职。其曾孙崔元综在武则天时代担任宰相。